# Hartmut Meyer
Hartmut Meyer (* 18. September 1943 in Merseburg) ist deutscher Politiker (SPD).

## Leben
Nach dem Abitur 1962 studierte er Maschinenbau und wurde 1968 Diplom-Ingenieur. Von 1971 bis 1980 war er Leiter des Rechenzentrums des Landbaukombinates Frankfurt (Oder) mit Sitz in Wriezen, danach übernahm er dort bis 1990 den Posten des Direktors für Ökonomie. 1990 wurde er Vorstandsmitglied der Märkischen Bau AG und Aufsichtsratsvorsitzender der Wohnungsbau GmbH in Bad Freienwalde (Oder).
Hartmut Meyer ist Ehrenbürger von Wriezen. Er ist verheiratet und hat ein Kind.

## Politik
Meyer war von 1990 bis Oktober 2009 Mitglied der SPD. Von 1990 bis 2004 war er Abgeordneter im Landtag Brandenburg. 1990 wurde er zum Landrat im Kreis Bad Freienwalde gewählt, welcher 1993 im Landkreis Märkisch-Oderland aufging.
1993 übernahm er als Nachfolger des wegen eines Immobilienskandals zurückgetretenen Jochen Wolf das Brandenburgische Ministerium für Stadtentwicklung, Wohnen und Verkehr im Kabinett Stolpe I. Auch den Folgeregierungen Kabinett Stolpe II und Kabinett Stolpe III gehörte er mit diesem Ressort an. Nach einem Jahr Tätigkeit im Kabinett Platzeck I kündigte er 2003 an seinem 60. Geburtstag seinen Rücktritt an.
Heftige Kritik gab es nach seinem Ausscheiden aus dem Amt, weil er mit seiner privaten Firma bald danach Gutachtertätigkeiten für die Deutsche Bahn übernahm, nachdem sein Ministerium im Dezember 2002 mit der Deutschen Bahn einen für diese lukrativen Verkehrsvertrag abgeschlossen hatte. Ein Ermittlungsverfahren gegen ihn wurde von der Staatsanwaltschaft Neuruppin eingestellt; dennoch verzichtete er nach Kritik aus seiner Partei 2004 auf eine weitere Kandidatur als Landtagsabgeordneter. Gegen den seinerzeitigen Verkehrsvertrag laufen weiterhin Ermittlungen der EU-Kommission.
Meyer gehörte als Minister auch zu den engagierten Befürwortern des Projektes Magnetschnellbahn Berlin–Hamburg, das im Frühjahr 2000 abgebrochen wurde.
Im Oktober 2009 erklärte Hartmut Meyer seinen Austritt aus der Partei. Als Grund gab er unter anderem die rot-rote Koalition in Brandenburg an.